# 芮玄
芮 玄（ぜい げん、? - 226年）は、中国三国時代の呉の人物。字は文表。父は芮祉。兄は芮良。娘は孫登の妻。

## 生涯
父と兄は孫氏に従い、戦功を立てた。兄の死後、その軍勢を引き継ぎ、奮武中郎将に任ぜられ、功労によって溧陽侯に封じられた。
「潘濬伝」の注に引く『呉書』によると、孫権が孫登の妃に相応しい女性を選ぼうとした時、群臣は「芮玄は父の芮祉・兄の芮良とともに、徳義・文武をもって3代にわたり名声がある」と進言した。このため「芮玄の娘を太子妃とした」とある。
黄武5年（226年）に死去すると、孫権は彼の死を惜しんだという。潘濬がその軍勢を引き継いだ。

## 参考資料
- 『呉書』